# أرنب الأهوار
أرنب الأهوار (الإسم العلمي:Sylvilagus palustris)، هو نوع من الثدييات يتبع فصيلة الأرانب ضمن رتبة الأرنبيات. يستوطن شرق وجنوب الولايات المتحدة، ويتميز بأنه نوع يجيد السباحة في المياه. ويتميز بآذانٍ وسيقان قصيرة.